# 南溪山公园
南溪山公园，又称南溪公园，位于桂林城南偏西，中山南路直通大门。是集桂林山水、文化的山水公园。公园分为南溪山、南溪河、园圃三个部分，

## 南溪山
南溪山东西峰并列对峙，高突险峻，以洞多岩多而出名，每个洞都各有特色，有的洞相连成一起，有的洞蜿蜒曲折，让人不得不惊叹大自然的神奇，山上还有摩崖石刻近200件，北边还有南溪绕山而走汇入漓江。
南溪山的最早开发者是唐实历间的杜管观察使李渤, 他酷爱此山的碧水幽林,今山洞中尚存其《留别南溪》诗的石刻。
山上还有白龙泉、白龙洞、龙脊亭、龙脊洞等景致。

## 南溪河
南溪河上建有白龙桥，连接南溪山与苗圃，污染比较严重。

## 园圃
龙泉钟乳石宫是在1999年由南溪公园内的地下防空洞改建装修而成，宫内展出石钟乳、石笋、石枝、石幔、石帘、石花、石帷幕、石管、石盆、石坝、石葡萄、石珍珠等400多个精品，将钟乳石的自然美与艺术美相结合，向游人展现一件件千姿百态、五彩斑斓的自然奇观，使该景点具有岩溶科普价值，常组织周围的学习进行参观。

## 历史
- 自唐朝以来南溪山就已被开发，是当时和现在城南区的游憩胜地。
- 1974年成立南溪公园管理处。